# New Farnley
New Farnley är en by i Leeds i West Yorkshire i England. Byn ligger 6 km från Leeds. Orten har 2 548 invånare (2001).